# 韋雷特
韦雷特（法語：Verrettes，發音：[vɛʁɛt]）是海地阿蒂博尼特省圣马克区的市镇，总面积356.72平方千米，2015年人口144812。